# 台北捷運VAL256型電車
台北捷運VAL256型電車（タイペイしょううんVAL256がたでんしゃ）は、台北捷運文山線・内湖線に所属する新交通システムの車両である。

## 概要
この車両はフランスマトラ社と資本提携関係にあるドイツシーメンスが製造した。
1996年（民国85年）3月28日の木柵線（現・文山線）開業時から運行を開始したこの車両は、製造元であるマトラ社が開発していたVAL (Véhicule Automatique Léger) をベースにしたため、浮沈式転轍器に対応した案内輪が車両の両サイドに設置されている。このタイプに対応した新交通システムの車両はVAL256型と370型のみであった。

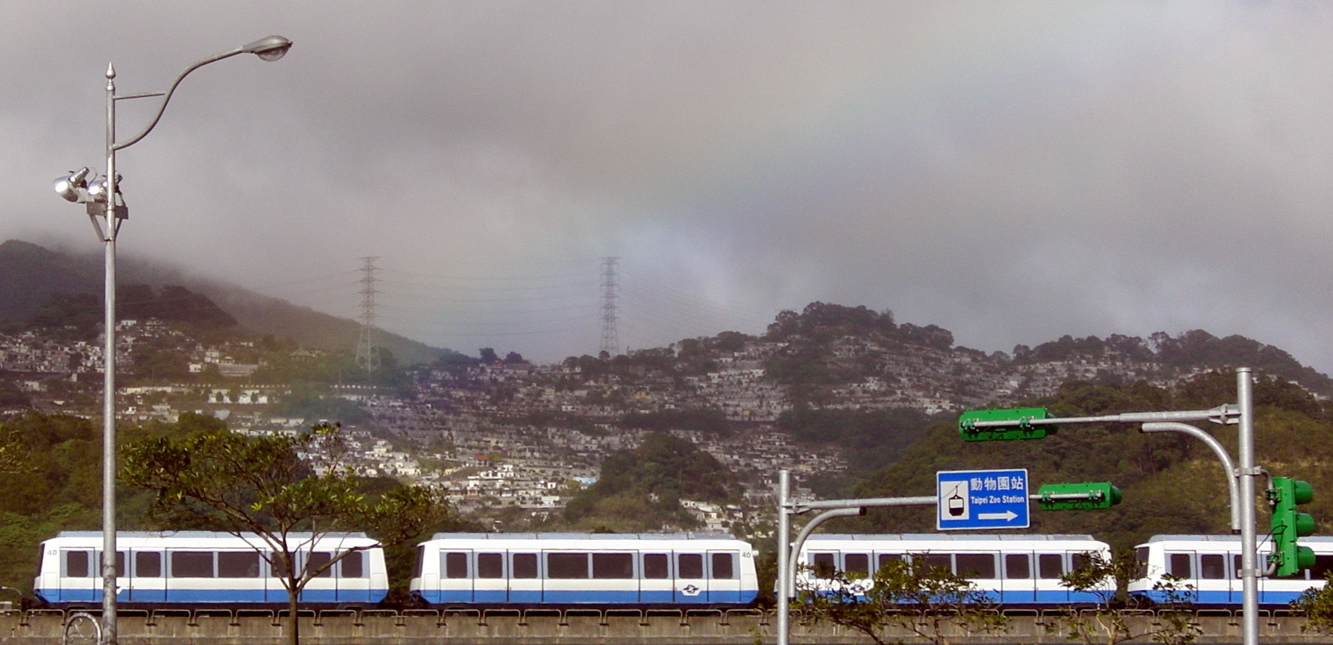
横から
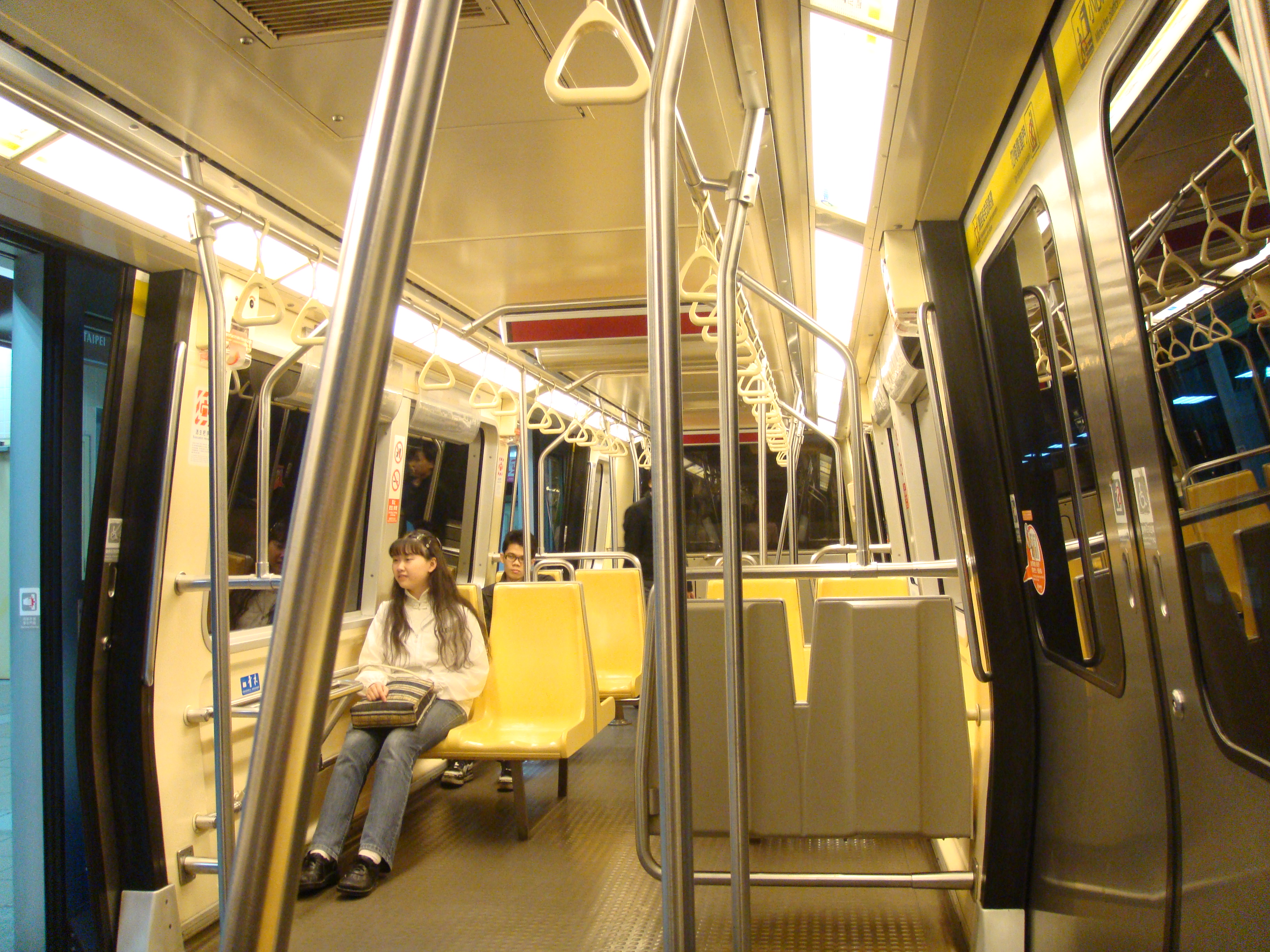
車内